# 阮輝濡
阮輝濡（越南语：／；1887年—1962年），越南阮朝官員、教育家。

## 生平
阮輝濡是乂安省興元府宜祿縣上舍總萬祿社（今属乂安省爐門市社宜新坊）人，同慶二年（1887年）出生。維新三年（1909年），參加乂安場鄉試，考中舉人。啟定元年（1916年），會試中格，庭試考中三甲同進士出身。後任廣寧府三項教授。
1957年，順化大學成立，阮輝濡被聘為漢文教授。1962年，阮輝濡去世。